# هاچیمان

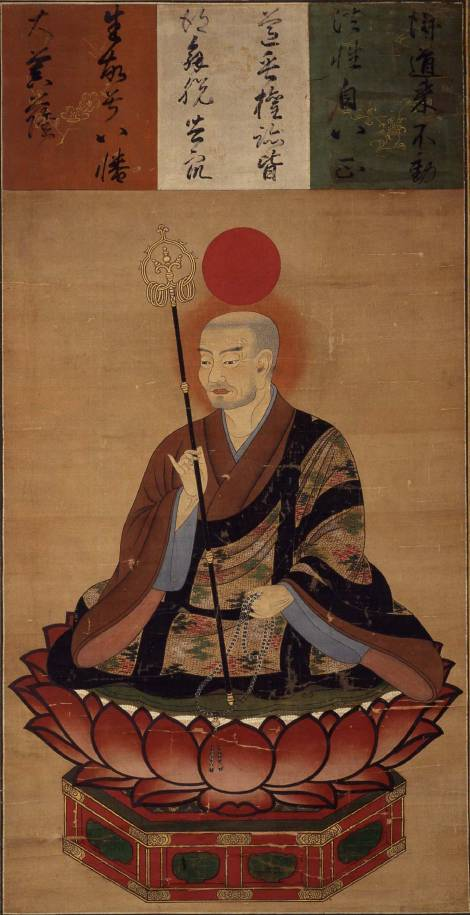
هاچیمان

هاچیمان (به ژاپنی: 八幡神 Hachiman) کامی یا رب‌النوع تیراندازی با کمان و جنگ است. این ایزد ترکیبی از هر دو عنصر بودایی و شینتو است. اگرچه اغلب به عنوان خدای جنگ نامیده می‌شود، اما درست‌تر اینست که به عنوان خدای سربازان جنگجو تعریف شود.